# Schlacht in der Sundastraße
1. Borneo – Tarakan – Celebes – Balikpapan (See) – Balikpapan (Land) – West-Borneo – Samarinda (Ost-Borneo) – Banjarmasin (Süd-Borneo) – Ambon – Straße von Makassar – Sumatra – Palembang – Badung – Timor – Bali – Riau-Inseln – 1. Javasee – Sundastraße – Java – 2. Javasee – Niederländisch-Neuguinea – Kleine Sundainseln – Molukken – 2. Borneo
1941

Thailand – Malaiische Halbinsel – Pearl Harbor – Hongkong – Philippinen – Guam – Wake – Force Z – Borneo
1942

Burma – Rabaul – Singapur – Sumatra – Timor – Australien – Java – Salamaua–Lae – Bougainville/Buka – Shortland-Inseln – Indischer Ozean – Port Moresby – Tulagi – Korallenmeer – Midway – Nordamerika – Buna-Gona – Kokoda-Track – Nauru/Ocean Island

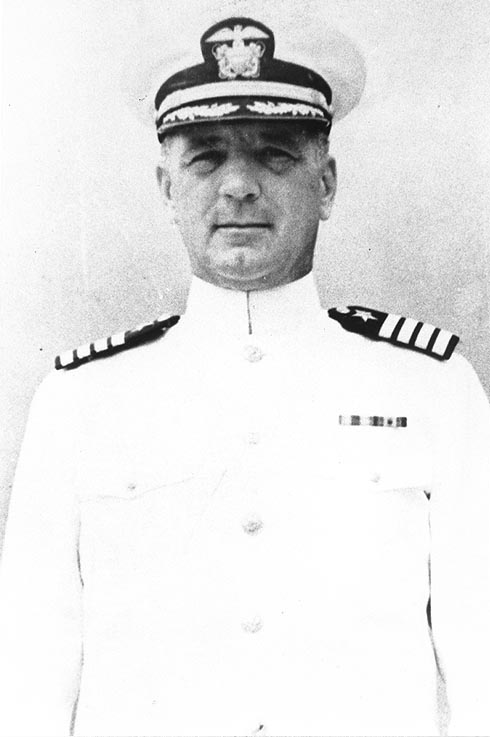
Albert H. Rooks, Kommandant der Houston

Die Schlacht in der Sundastraße fand vom 28. Februar bis zum 1. März 1942 in der Sundastraße zwischen Java und Sumatra statt. Beteiligt waren die von der Schlacht in der Javasee übriggebliebenen Schiffe der ABDA-Flotte und japanische Einheiten.
Der amerikanische Kreuzer Houston und der australische Kreuzer Perth wurden von japanischen Zerstörern, die die Deckungsgruppe bei den Landungen im Westen Javas bildeten, ausgemacht, als sie versuchten, durch die Sundastraße aus dem Kriegsgebiet zu entkommen. Ihnen folgte mit einer Stunde Fahrtzeit Abstand der niederländische Zerstörer Evertsen, der in der Folge ebenfalls von den Japanern entdeckt wurde. Alle drei Schiffe gingen verloren.

## Vorgeschichte
Anfang Dezember 1941 begannen die Japaner mit ihrer Expansion in den südostasiatischen Raum. Dies bedrohte auch die niederländischen und britischen Kolonien sowie Australien. Nach dem Angriff auf Pearl Harbor traten auch die USA in den Zweiten Weltkrieg ein. Zur Verteidigung des betreffenden Gebiets wurde das ABDACOM gegründet, dem auch eine Flotte, bestehend aus Einheiten der zugehörigen Staaten, zur Verfügung stand. Als die Japaner Ende Februar 1942 zur Invasion auf Java ansetzten, kam es vor Ostjava zur Schlacht in der Javasee, bei der die ABDA-Flotte von den Japanern faktisch zerschlagen wurde. Admiral Karel Doorman gab den beiden Kreuzern USS Houston und HMAS Perth gegen Ende der Schlacht den Befehl zur Rückkehr nach Batavia, dem heutigen Jakarta. Sie trafen etwa zwei Stunden nach Mitternacht am 28. Februar dort ein.
Ein kleinerer Verband, bestehend aus den Kreuzern Danae, Dragon, Hobart und den Zerstörern Scout, Tenedos und Evertsen, versuchte in der Nacht des 28. Februar, einen Vorstoß auf die japanische Invasionsflotte im Osten Javas zu unternehmen. Nachdem dieser fehlgeschlagen war, flüchteten die Schiffe durch die Sundastraße nach Süden, ohne von japanischen Schiffen behelligt zu werden. Die Hr. Ms. Evertsen kehrte allerdings nach Batavia zurück, nachdem sie durch einen Sturm von den anderen Schiffen getrennt worden war.
Die beiden Kommandanten, Albert H. Rooks von der Houston und Hector Waller von der Perth, ersuchten im Hafen von Batavia um Treibstoff und Nachschub an Munition. Beides war aber sehr knapp und für die normalerweise dort ankernden niederländischen Schiffe reserviert. Erst nachdem die Hafenbehörde von Tanjung Priok von den gesunkenen niederländischen Schiffen erfahren hatte, gab sie für die Perth 300 Tonnen Treibstoff frei, so dass sie auf etwa 50 % ihrer Gesamtkapazität kam. Die Houston wurde nicht betankt, da ihr Treibstoffvorrat für eine Fahrt bis nach Australien ausreichte. Da aber keine Munition verladen werden konnte, hatte die Houston nur noch 50 Schuss, und die Perth verfügte gerade mal über 20 Schuss für alle Geschütze.
Kapitän Waller, der Kapitän der Perth, war Kapitän Rooks, dem Kapitän der Houston, vorgesetzt und hatte daher das Kommando.
Admiral Conrad E. L. Helfrich gab etwa gegen 14:00 Uhr den beiden Kreuzern den Befehl, in Begleitung der mittlerweile eingetroffenen Evertsen nach Tjilatjap im Süden Javas zu laufen. Dazu sollten sie durch die Sundastraße fahren. Helfrich wollte in Tjilatjap die Reste der ABDA-Flotte sammeln, allerdings ohne die britischen Schiffe, die unterdessen den Rückzugsbefehl nach Colombo erhalten hatten.
Die letzten Aufklärungsmeldungen, die vom Nachmittag des 28. Februar stammten, meldeten die Sundastraße als frei von japanischen Schiffen, die in rund zehn Stunden Entfernung gesichtet worden waren. Die Houston und die Perth lichteten am Abend um 19:00 Uhr die Anker und erreichten eine halbe Stunde später das offene Meer, wo sie laut Befehl Kurs in Richtung Nordwesten setzen sollten, um einer Sichtung durch die japanischen Landungseinheiten vor Kragan zu entgehen. Kommandant Waller, der ranghöhere, entschied sich aber für einen direkten Westkurs zur Sundastraße. Die Evertsen unter Kommandant W. M. de Vries folgte den beiden Schiffen erst eine Stunde später, obwohl sie als Geleitzerstörer vorgesehen war. Einige Quellen berichten, dass die Betankung der Evertsen noch nicht abgeschlossen war, als die Kreuzer ablegten. Andere Quellen sprechen von Verständigungsschwierigkeiten bei der Befehlsübermittlung.
Unterdessen versuchten sich die Japaner an ihren strengen Zeitplan für ihre Unternehmungen im südostasiatischen Raum zu halten. Die Java-Invasion war für den frühen Morgen des 1. März eingeplant und die Ankunft der Truppentransporter und ihrer Begleitschiffe der Westinvasionsflotte im Norden der Bantam Bay war für 1:00 Uhr vorgesehen. Die Flotte war dreigeteilt:
1. Zehn Transporter unter Begleitung des Leichten Kreuzers Yura und der 22. Zerstörerdivision mit Fumitzuki, Minatzuki, Nagatsuki und Satsuki fuhren auf Ajner Lor zu.
2. Der Leichte Kreuzer Sendai war mit der 20. Zerstörerdivision, zu der Amagiri, Asagiri und Yūgiri gehörten, auf dem Weg nach Semarang.
3. Die Hauptinvasionsstreitmacht traf am späten Abend des 28. Februar vor St. Nicolaas Point am Eingang der Sundastraße ein. Sechs Transporter nahmen Kurs auf Merak an der Westseite von St. Nicolaas Point, und 27 Transporter fuhren direkt in die Bantam Bay, um die 2. Infanteriedivision dort abzusetzen.

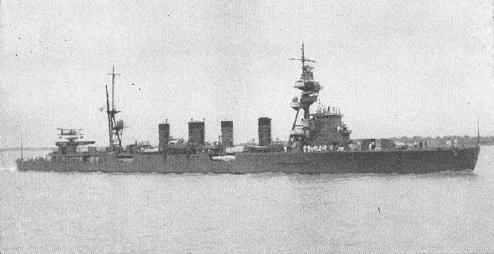
Der Leichte Kreuzer Sendai

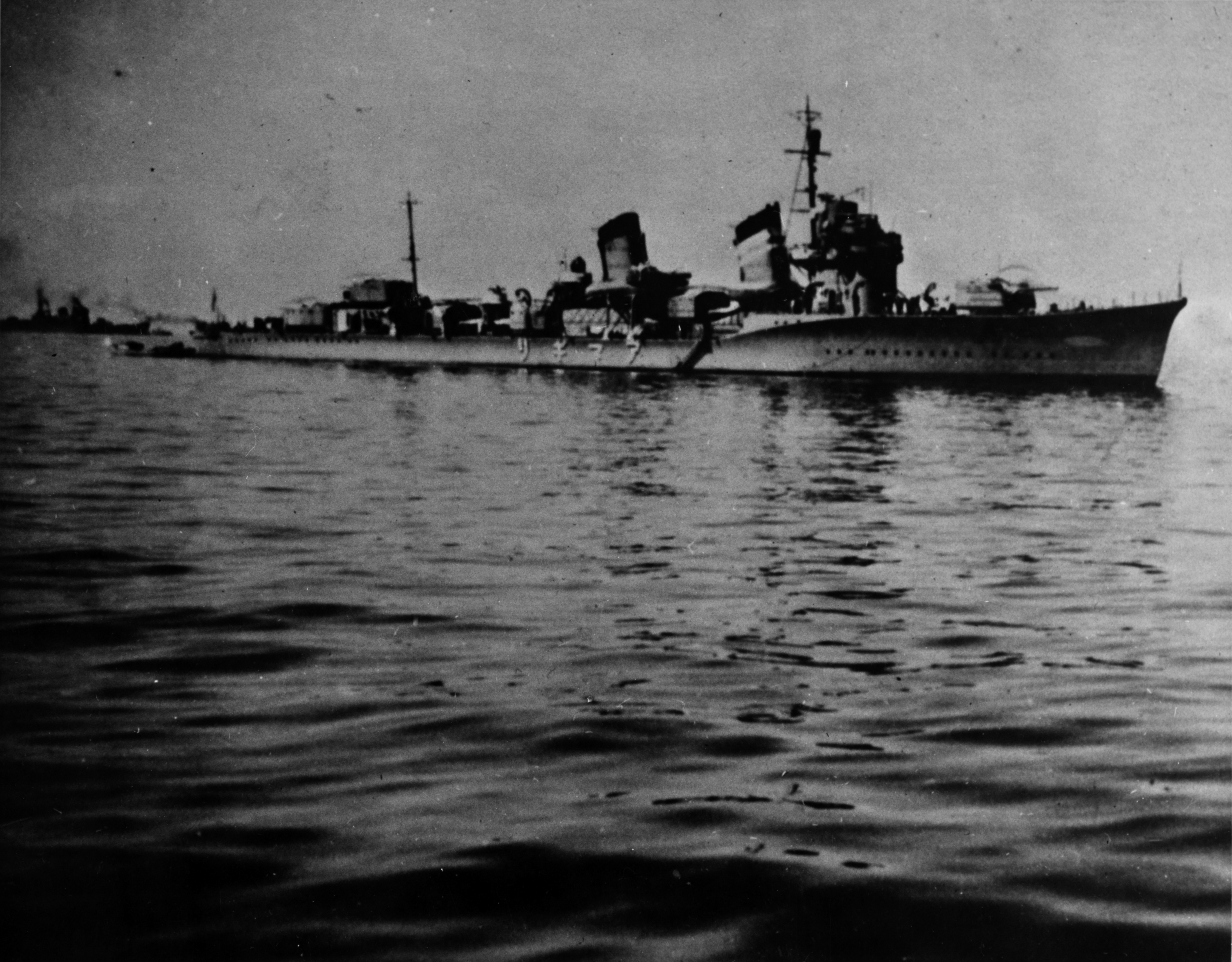
Der Zerstörer Amagiri

Nördlich und westlich der Landungsgebiete patrouillierten zum Schutz die Schweren Kreuzer Mikuma und Mogami, der Leichte Kreuzer Natori sowie die Zerstörer Asakaze, Hatsuyuki, Murakumo, Shikinami, Shirakumo, Shiratsuyu und Shirayuki. Im Osten klärte die Fubuki auf, und in der Bucht befanden sich zusätzlich noch die Harukaze und Hatakaze mit einer Division Minensuchbooten. Weiter nördlich auf hoher See bildeten der Flugzeugträger Ryūjō und der Wasserflugzeugtender Chiyoda zusammen mit den Schweren Kreuzern Kumano und Suzuya und den Zerstörern Isonami, Shikinami und Uranami einen Deckungsschirm.

## Die Schlacht
Etwa um 22:15 Uhr sichtete die Fubuki die anlaufenden Kreuzer, konnte aber deren Identität zunächst nicht klären. Sie befand sich zu dieser Zeit rund 2,2 Kilometer östlich der kleinen Insel Babi, die 21 Kilometer nordöstlich vor St. Nicolaas Point liegt. Der Kommandant der Fubuki, Yamashita Shizuo, beschloss, die Insel als Deckung zu nutzen und während ihrer Umrundung die unbekannten Schiffe zu beobachten.
Das Wetter in der Nacht war gut. Bei ruhiger See, Vollmond und bester Sicht konnte die Mannschaft der vorausfahrenden Houston die Lichter von St. Nicolaas Point ausmachen und glaubte, die Einfahrt zur Sundastraße sicher erreicht zu haben. Doch unvermittelt erschienen die dunklen Umrisse einiger Schiffe am Horizont. Rooks war zwar über die mögliche Anwesenheit einiger niederländischer Patrouillenboote informiert worden, doch die Geschwindigkeit der Silhouetten ließ ihn zu dem Schluss kommen, dass es sich dabei wohl nur um japanische Schiffe handeln könne. Daher löste er Gefechtsalarm an Bord aus.
Die Perth sichtete etwa in diesem Moment die Fubuki, die sich mittlerweile in einiger Entfernung achtern hinter ihr befand. Kommandant Waller ließ die Fubuki mittels Lichtsignalen anblinken, was diese nur mit einigen grünen Lichtblitzen erwiderte. Waller deutete die Blitze als feindlich und ließ umgehend das Feuer auf die Fubuki eröffnen. Die Fubuki drehte um 22:45 Uhr ab und hinterließ eine Nebelwand zu ihrem Schutz. Aus einer Entfernung von 2700 m schoss sie neun Torpedos in Richtung der Perth und setzte anschließend Nordkurs. Waller und Rooks hatten nun endgültig erkannt, dass sie mitten in die Hauptlandungen der japanischen Westinvasionsflotte geraten waren, und eröffneten das Feuer auf die Schiffe in der Bantam Bay.

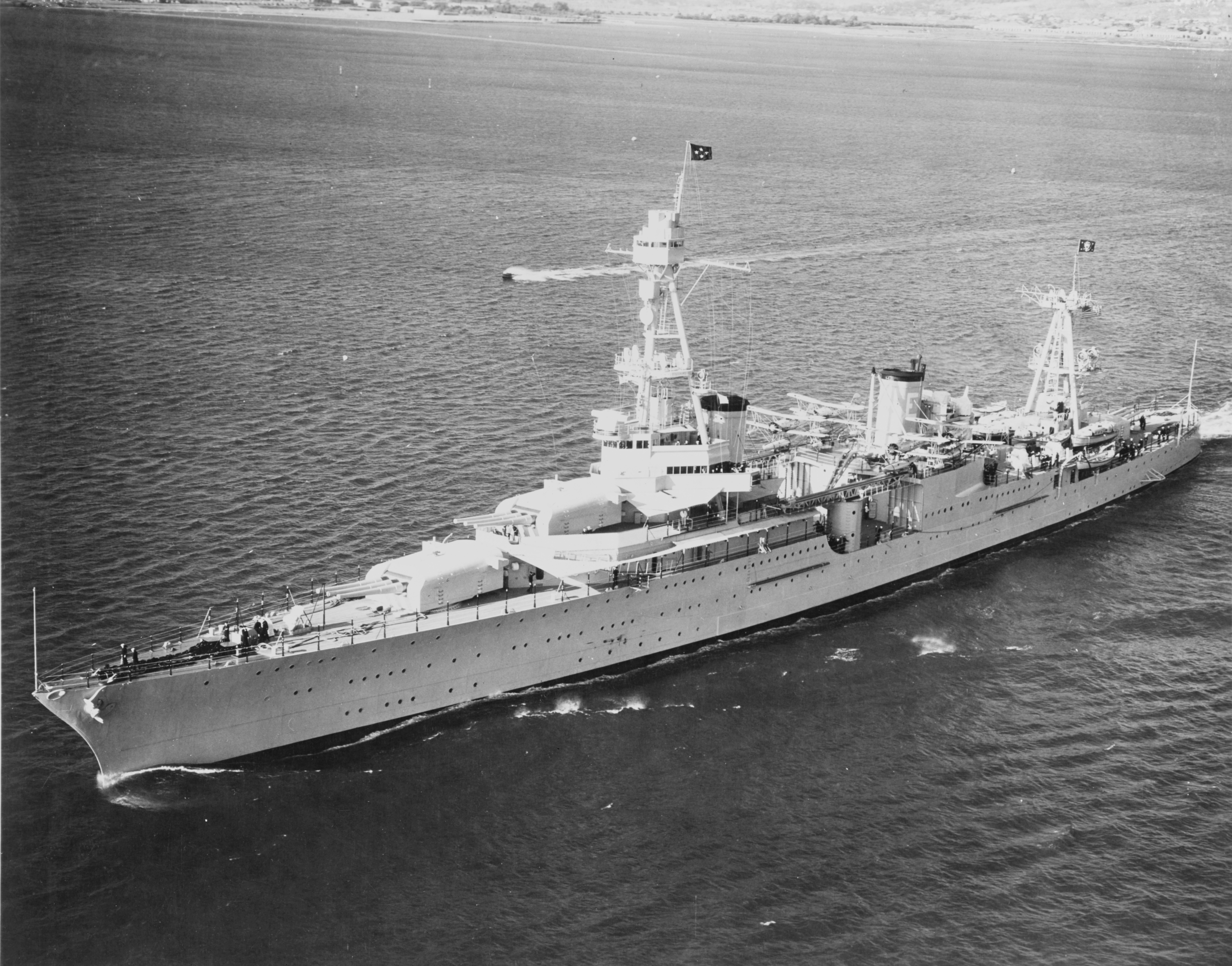
Die Houston

Nur die Harukaze und die Hatakaze standen zum Schutz der eigenen Transporter bereit, da die anderen Kräfte hauptsächlich im Norden und Westen operierten. Die Harukaze nahm Fahrt auf und vernebelte etwa gegen 22:30 Uhr den Eingang der Bucht. Durch diesen Nebel setzte die Hatakaze Kurs in Richtung Norden, um vor der Bucht bessere Sicht auf die feindlichen Schiffe zu haben. Den Torpedos, welche die Fubuki abgeschossen hatte, wichen die beiden alliierten Kreuzer durch einen engen Kreiskurs aus. Anschließend richteten sie ihre Fahrt wieder auf den Eingang zur Sundastraße aus. Dabei feuerten sie auf die kaum auszumachenden Schiffe in der Bucht.
Um 22:52 Uhr begann die Hatakaze das Feuer zu erwidern und mit der Ankunft der Shiratsuyu aus Nordwesten begann sich das Kräfteverhältnis im Kampf zugunsten der Japaner zu verschieben. Aus etwa 3200 m Entfernung eröffnete die Shiratsuyu das Feuer. Dabei befand sie sich auf einer Position nördlich von St. Nicolaas Point. Auch der Leichte Kreuzer Natori begann zusammen mit den Zerstörern Hatsuyuki und Shirayuki, die alliierten Schiffe mit Granaten einzudecken, wobei sie weiter Fahrt aufnahm und ihre Entfernung zu ihnen stetig verkürzte. Die Asakaze hatte nördlich der Hatakaze und Harukaze gekreuzt und stieß nun zu ihnen. Die Schweren Kreuzer Mikuma und Mogami, gefolgt von der Shikinami, waren ebenfalls auf dem Weg in die Kampfzone, befanden sich aber noch in einer Entfernung von mehr als neun Kilometern nordöstlich. Aus westlicher Richtung näherten sich in 6400 m Entfernung die Murakumo und Shirakumo.
Zu dem Zeitpunkt befanden sich die Houston und die Perth noch 4500 m östlich von St. Nicolaas Point. Sie drehten südlich und liefen etwa acht Minuten lang auf einem Parallelkurs zu den japanischen Transportern in der Bucht. Während dieser Phase des Kampfes richteten sie einigen Schaden unter den Landungsbooten an und blieben dabei selbst unbeschädigt.
Als sich die beiden Kreuzer um 23:08 Uhr der Insel Penang vor der Bantam Bay näherten, waren sie gezwungen, auf Nordkurs zu gehen. Die japanischen Schiffe fuhren in einer Dreierreihe auf sie zu und schossen innerhalb der nächsten elf Minuten 28 Torpedos in Richtung der alliierten Schiffe ab. Diese versuchten sich mit allen ihnen verbliebenen Mitteln zu wehren und die Perth schoss selbst ihre letzten vier Torpedos ab. Die feindlichen Schiffe näherten sich unaufhörlich einander und kamen sich so nahe, dass sie mit gegenseitigem Maschinengewehrfeuer die Decks bestrichen.

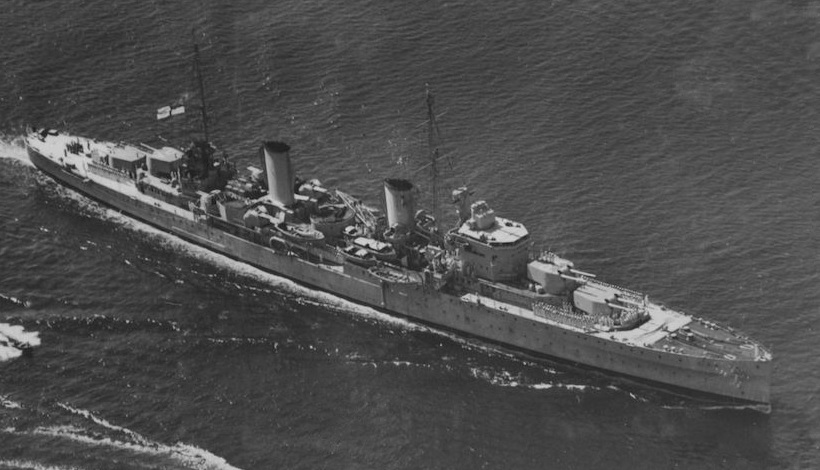
Die Perth

Die Houston musste den ersten Treffer hinnehmen, der auf der Brücke einschlug und ein Feuer auslöste, während die Perth bis auf drei kleinere Treffer weitgehend unversehrt blieb. Im Gegenzug konnte sie selbst die Harukaze am Ruder und die Shirayuki auf der Brücke durch ihre Schiffsartillerie beschädigen. Als um 23:19 Uhr die japanischen Schweren Kreuzer dem Kampfgeschehen beitraten, schossen sie aus 8500 m Entfernung sechs Torpedos auf die Perth ab und drehten dann nahe der Insel Babi auf Gegenkurs. Gleichzeitig drehten die beiden alliierten Kreuzer wieder auf St. Nicholaas Point, hatten aber für ihre Geschützbatterien keine Munition mehr. Sie feuerten nur noch Übungs- und Leuchtgranaten. Nur Minuten später eröffneten die Schweren Kreuzer der Japaner aus einer Entfernung von knapp elf Kilometern intensiv das Feuer aus ihren Geschützen. Die Szenerie wurde dabei von den Suchscheinwerfern der Zerstörer erhellt. Zwar musste die Mikuma wegen eines Elektrikschadens kurzzeitig ihr Feuer wieder einstellen, doch schon nach einigen Minuten griff sie wieder in den Kampf ein.
Die Entscheidungsphase begann um 23:26 Uhr, als die Harukaze und Hatakaze fünf bzw. sechs Torpedos und vier Minuten später die Murakumo und Shirakumo jeweils neun Torpedos abschossen. Der erste Einschlag traf die Perth bei voller Fahrt und tötete alle bis auf ein Mannschaftsmitglied im vorderen Maschinenraum. Zwei weitere Torpedos trafen um 23:35 Uhr das vordere Magazin und den Bereich unter dem hinteren Geschützturm. Waller ordnete sofort das Verlassen des Schiffs an, doch unvermittelt schlug ein vierter Torpedo ein und brachte die Perth um 23:42 Uhr 4800 m Ostnordost vor St. Nicolaas Point zum Sinken. 351 der 686 Besatzungsmitglieder starben mit Kommandant Waller. Weitere 106 kamen in der folgenden japanischen Kriegsgefangenschaft um.
Unterdessen hatte die Mogami um 23:27 Uhr sechs Torpedos auf die Houston abgeschossen. Diese Salve wurde später als eine der wohl effektivsten des Pazifikkriegs bezeichnet, denn alle sechs Torpedos fanden ein Ziel. Zwar verfehlten sie die Houston und liefen in die Bantam Bay, doch dort lagen die japanischen Transporter. Einige Minuten darauf erhellten sechs schwere Explosionen die Bucht. Die Transporter Horai Maru, Sakura Maru, Tatsuno Maru und Ryujo Maru (oft auch Shinshū Maru genannt) versanken im seichten Wasser der Bucht. Die beiden letzten konnten später von den Japanern wieder gehoben werden. Auch das japanische Minensuchboot Sōkaitei Nr.2 wurde getroffen und sank.

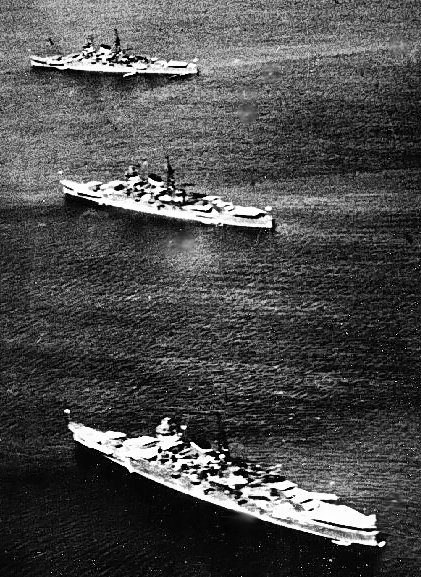
Drei japanische Kreuzer, im Vordergrund die Mogami und die Mikuma

Die Houston setzte den Kampf nun allein fort. Da Rooks keine Möglichkeit zum Entkommen mehr sah, ließ er den Kreuzer wieder Kurs auf die japanischen Transporter nehmen. Den ersten schweren Treffer bekam das Schiff um 23:40 Uhr, als eine Granate in den Maschinenraum einschlug und die gesamte Mannschaft dort tötete. Kurz danach traf auch ein Torpedo, der von der Murakumo oder der Shirakumo abgeschossen worden war. Die Schiffe bekämpften sich aus einer so geringen Distanz, dass es einem Besatzungsmitglied der Houston sogar gelang, einen Suchscheinwerfer auf einem japanischen Schiff mit seinem Gewehr auszuschießen. Da die Japaner einige Schwierigkeiten hatten, die Houston von ihren eigenen Schiffen zu unterscheiden, und sich gegenseitig selbst beleuchteten, gelang es den Kanonieren der Houston, einige Treffer auf der Harukaze, Shirakumo und Shikinami anzubringen.
Zehn Minuten vor Mitternacht wurde die Houston am zweiten Geschützturm getroffen. Ein Feuer brach aus und die beiden Magazine liefen voll Wasser. Die zentrale Feuerleitkontrolle fiel aus, und um 0:20 Uhr am 1. März 1942 wurde der letzte noch funktionierende Geschützturm getroffen. Als kurz darauf drei Torpedos einschlugen, befahl Kommandant Rooks, das Schiff zu verlassen. Eine halbe Stunde nach Mitternacht explodierte eine Granate nahe der Brücke und umherfliegende Trümmerteile töteten Rooks. Nach weiteren Torpedo- und Granateneinschlägen versank die Houston gegen 0:45 Uhr in der Javasee. Von den 1061 Männern der Besatzung überlebten nur 368, die von den Japanern gefangen genommen wurden.
Auf den japanischen Schiffen kamen bei der Schlacht zehn Marinesoldaten ums Leben, davon sechs auf der Mikuma, drei auf der Harukaze und ein weiterer auf der Shirayuki. Mehr als 37 wurden verwundet. Die Schäden auf den Schiffen waren relativ gering. Die Shikinami war durch einen Nahtreffer an der Schraube beschädigt worden und erreichte daher nur noch 24 Knoten. Shirayuki erlitt einen direkten Granatentreffer auf ihre Brücke und die Harukaze hatte Schäden auf der Brücke, im Maschinenraum und am Ruder. Wie viele Opfer es unter den Transporterbesatzungen gegeben hatte, ist nicht bekannt.

## Verlust der Hr. Ms. Evertsen
Eine Stunde nachdem die Houston und Perth den Hafen von Tandjong Priok verlassen hatten, folgte die Evertsen den beiden Kreuzern. Kommandant W. M. de Vries hatte von Admiral Helfrich den Befehl zum Eskortieren der beiden Schiffe erhalten, konnte aber wegen eines Maschinenschadens erst verspätet auslaufen. Kommandant Waller der Perth hatte die Evertsen auf eine Position einen Kilometer vor seinem Schiff beordert, doch als der niederländische Zerstörer die Javasee erreichte, waren die beiden Kreuzer schon außer Reichweite. So setzte sie Kurs Richtung Sundastraße und versuchte sie einzuholen.

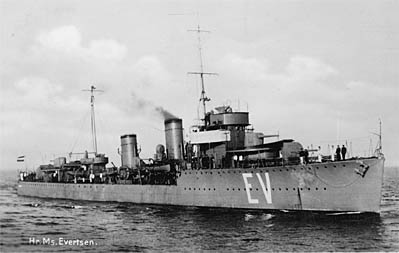
Die Evertsen

Nach einigen Stunden konnte die Mannschaft der Evertsen am fernen Horizont die Blitze einer Schlacht erkennen. Ihr Kommandant entschloss sich, nicht in die Kämpfe mit hineingezogen zu werden, und versuchte, den Schauplatz zu umfahren, um direkt in die Sundastraße einzulaufen. Dies gelang der Evertsen, bis sie die Inseln „Dwars in den Weg“ (auch Middle Island, bzw. Sungian) erreichte, die ungefähr in der Mitte der Sundastraße liegen. Zwei Schiffe hatten Kurs auf den Zerstörer gesetzt und liefen unter hoher Geschwindigkeit auf ihn zu. Der Kommandant vermutete zuerst, dass dies die beiden alliierten Kreuzer seien, doch als eines der Schiffe einen Suchscheinwerfer aufblendete und das Feuer eröffnete, wurde ihm klar, dass es sich nur um japanische Zerstörer handeln konnte. Er ließ sofort wenden und lief mit der Evertsen unter voller Geschwindigkeit aus der Sundastraße. Auf diese Weise gelang es ihm, den Japanern zu entkommen.
Bei den japanischen Schiffen handelte es sich um die beiden Zerstörer Murakumo and Shirakumo, die zur Deckung der Westflanke für die Landungen in der Bantam Bay abgestellt worden waren.
Auf einem weiter östlichen Kurs versuchte die Evertsen kurze Zeit später wieder, in die Sundastraße einzufahren. Die beiden japanischen Zerstörer machten sie jedoch wiederum aus und eröffneten ein gezieltes Artilleriefeuer. Die Evertsen konnte nicht genug Fahrt aufnehmen, um den Japanern zu entkommen. Dies lag daran, dass sie nur mit zwei ihrer drei Dampfkessel fuhr, da ihr Kommandant die Rauchentwicklung so gering wie möglich halten wollte. Zwar gelang es, durch das Legen einer Rauchbarriere die Zerstörer abzuhängen, aber zwischenzeitlich waren sieben Treffer zu verzeichnen. Das Heck stand in Flammen, der erste Kesselraum war getroffen und daher die Geschwindigkeit weiter reduziert. Sie hielt weiter auf Sumatra zu, doch die japanischen Zerstörer holten auf und eröffneten erneut das Feuer. Da jetzt das Feuerleitsystem zusammenbrach und das Feuer auf ein nicht zu flutendes Magazin übergriff, entschloss sich der Kommandant, das Schiff vor Seboekoe Besar auf ein Riff zu setzen. Nachdem alle Torpedos verschossen und die Geheimcodes über Bord geworfen waren, gelang es der Besatzung, an Land zu gehen. Das hintere Magazin der Evertsen explodierte kurz darauf und riss fast das gesamte Heck mit sich.
Viele Niederländer gerieten um den 9. März in japanische Gefangenschaft, einigen gelang es, von der Insel nach Sumatra zu fliehen, und vom Rest fehlt seitdem jede Spur. Der Kommandant der Evertsen verstarb im April in der Kriegsgefangenschaft.

## Nach der Schlacht
Die Besatzungsmitglieder der Houston und Perth, die gerettet und in Kriegsgefangenschaft geraten waren, wurden durch das japanische Heer zusammen mit niederländischen Einheiten ab Oktober 1942 zum Bau der Eisenbahnlinie zwischen Thailand und Burma (→ Death Railway) nach Thanbyuzayat transportiert. Dort waren sie in verschiedenen Lagern untergebracht. Nach der Fertigstellung des Baus der Bahn verluden die Japaner einen Teil der Überlebenden erneut auf Transporter, die sie nach Korea oder Mandschukuo bringen sollten.
Die Houston und die Perth galten lange Zeit als vermisst, da keinerlei Funksprüche von ihnen aufgefangen worden waren. Nur die Evertsen hatte noch einen Funkspruch absetzen können, der auch auf Java empfangen wurde. So war ihr Verbleib bekannt. Erst als Jahre später ein japanischer Transporter (→ Höllenschiff), der Kriegsgefangene nach Korea verbringen sollte, auf dem Seeweg torpediert wurde, konnten australische Überlebende der Perth gerettet werden. Sie berichteten vom Schicksal des eigenen Schiffs, wussten aber über den Verbleib der Houston nichts. Nach der Befreiung der Kriegsgefangenen in Burma und Thailand konnte auch der Verbleib der Houston geklärt werden.

## Folgen
Mit der Versenkung der letzten beiden großen Schiffe der ABDA-Flotte standen dem ehemaligen ABDACOM, das schon am 25. Februar 1942 offiziell aufgelöst worden war, so gut wie keine Möglichkeiten zur Verteidigung des südostasiatischen Raums mehr zur Verfügung. Die Briten hatten ihre Schiffe nach Ceylon zurückbeordert und die Australier ihre Einheiten nach Darwin. Java kapitulierte nach einigen Tagen, und bis auf Neuguinea und die Salomonen waren alle Inseln bis Mitte 1942 in japanischer Hand.